# Хауке, Тобиас
Тобиас Константин Хауке (нем. Tobias Constantin Hauke; род. 11 сентября 1987, Гамбург) — немецкий хоккеист на траве, защитник. Двукратный олимпийский чемпион 2008 и 2012 годов, бронзовый призёр летних Олимпийских игр 2016 года, участник летних Олимпийских игр 2020 года, серебряный призёр чемпионата мира 2010 года, двукратный чемпион Европы 2011 и 2013 годов, двукратный серебряный призёр чемпионата Европы 2015 и 2021 годов, двукратный чемпион мира по индорхоккею 2007 и 2011 годов, серебряный призёр чемпионата мира по индорхоккею 2018 года, бронзовый призёр чемпионата мира по индорхоккею 2015 года, чемпион Европы по индорхоккею 2012 года. Лучший хоккеист мира по итогам 2013 года.

## Биография
Тобиас Хауке родился 11 сентября 1987 года в западногерманском городе Гамбург.
В 2007 году окончила академическую школу «Иоганнеум» в Гамбурге.
До 2008 года играл в хоккей на траве за гамбургский «Харвестехудер», в котором начинал заниматься. В 2008—2010 годах защищал цвета кёльнского «Рот-Вайсса», после чего вернулся в «Харвестехудер». В составе «Рот-Вайсса» дважды был чемпионом Германии по хоккею на траве (2009—2010), в 2010 году выиграл чемпионат страны и Кубок европейских чемпионов по индорхоккею. В составе «Харвестехудера» дважды был чемпионом Германии по хоккею на траве (2013—2014) и индорхоккею (2013, 2015), в 2014 году выиграл Евролигу по хоккею на траве и Кубок европейских чемпионов по индорхоккею.
Выступал за юношеские и молодёжную сборные Германии. В 2003 году завоевал в Берлине золотую медаль чемпионата Европы среди юношей до 16 лет. В 2005 году был признан лучшим игроком чемпионата Европы среди юношей до 18 лет в Гнезно, где немцы заняли 5-е место.
В 2005 году дебютировал в сборной Германии.
Четыре раза становился призёром чемпионата Европы: завоевал золото в 2011 году в Мёнхенгладбахе и в 2013 году в Боме, серебро в 2015 году в Лондоне и в 2021 году в Амстелвене.
В 2008 году вошёл в состав сборной Германии по хоккею на траве на летних Олимпийских играх в Пекине и завоевал золотую медаль. Играл на позиции защитника, провёл 7 матчей, мячей не забивал.
В 2010 году завоевал серебряную медаль на чемпионате мира в Нью-Дели. По итогам того же года был признан Международной федерацией хоккея на траве лучшим молодым игроком мира и попал в символическую сборную мира, а также стал лучшим хоккеистом Германии.
В 2012 году вошёл в состав сборной Германии по хоккею на траве на летних Олимпийских играх в Лондоне и завоевал золотую медаль. Играл на позиции защитника, провёл 7 матчей, мячей не забивал.
По итогам 2013 года был признан лучшим хоккеистом мира.
В 2016 году вошёл в состав сборной Германии по хоккею на траве на летних Олимпийских играх в Рио-де-Жанейро и завоевал бронзовую медаль. Играл на позиции защитника, провёл 8 матчей, мячей не забивал.
В 2021 году вошёл в состав сборной Германии по хоккею на траве на летних Олимпийских играх в Токио, занявшей 4-е место. Играл на позиции защитника, провёл 8 матчей, мячей не забивал. Был капитаном команды.
Четыре раза выигрывал медали Трофея чемпионов: золото в 2007 году в Куала-Лумпуре и в 2014 году в Бхубанешваре, серебро в 2009 году в Мельбурне, бронзу в 2016 году в Лондоне.
В индорхоккее четыре раза был призёром чемпионата мира, завоевав золото в 2007 году в Вене и в 2011 году в Познани, серебро в 2018 году в Берлине, бронзу в 2015 году в Лейпциге. В 2012 году завоевал золотую медаль чемпионата Европы в Лейпциге и был признан самым ценным игроком турнира.
9 сентября 2021 года объявил об уходе из международного хоккея.
В 2005—2021 годах провёл за сборную Германии 369 матчей (334 на открытых полях, 35 в помещении), став рекордсменом национальной команды. Забил 33 мяча.
С января 2013 года работал в медиаотделе футбольного клуба «Гамбург» помощником пресс-секретаря. В ноябре 2016 года стал менеджером команды. В апреле 2019 года присоединился к семейной фирме Kurt EFWHauke KG, где работает директором по продажам.

## Семья
Сестра — Франциска Хауке (род. 1989), немецкая хоккеистка на траве. Бронзовый призёр летних Олимпийских игр 2016 года, участница летних Олимпийских игр 2020 года, чемпионка Европы 2013 года.
Мать Хауке также играла в хоккей на траве.